# Santa Cruz Cabrália
Santa Cruz Cabrália es un municipio del estado de Bahía en la Región Nordeste de Brasil.

## Historia
Santa Cruz Cabrália se disputa con los municipios de Porto Seguro y Prado la primacía de ser el lugar de llegada de los portugueses a Brasil en 1500.

## Turismo
La Costa do Descobrimento es una zona turística que comprende los municipios de Porto Seguro, Belmonte, Eunápolis y Santa Cruz Cabrália. Tiene una longitud costera de 165 km. El 35% de la población nació en esta región, un 30% proviene de otros municipios del sur de Bahía, y el 35% restante se compone de personas que vinieron de otros estados e incluso de otros países como Portugal, Alemania, Suiza, Italia, España, Francia, Argentina y los Estados Unidos.

### Playas
- Praia da Coroa Vermelha
- Praia da Ponta de santo Antônio
- Praia de Arakakaí
- Praia de Guaiú
- Praia de Mutarí
- Praia de Santo André
- Praia de Apuã
- Praia de Lençóis

## Centro de entrenamiento de la selección alemana de fútbol
La Federación Alemana de Fútbol estableció junto con inversores alemanes su propio centro de entrenamiento en Santa Cruz Cabrália, en la Vila de Santo André, para la Copa Mundial de Fútbol de 2014, llamado Campo Bahia. La sede cuenta con una atmósfera de pueblo con 14 casas y 65 habitaciones frente al mar. El campo de entrenamiento con centro de prensa está a cinco minutos de los alojamientos hechos para los jugadores y el cuerpo técnico.